# Evan Turner
Evan Marcel Turner (* 27. Oktober 1988 in Chicago, Illinois) ist ein ehemaliger US-amerikanischer Basketballspieler, der derzeit als Assistenzcoach zur Spielerentwicklung für die Boston Celtics in der National Basketball Association (NBA) arbeitet.

## NBA

### Profikarriere als Spieler
Nach der Saison 2009/10 verließ er die Universität Ohio State und wurde in der NBA-Draft 2010 als Nummer zwei von den Philadelphia 76ers ausgewählt. Dort spielt er jedoch nicht mit der Nummer 21 wie auf dem College, sondern mit der 12. 2010 nahm er an der NBA Summer League teil. In seinem ersten Jahr erzielte Turner 7,2 Punkte und 3,9 Rebounds. 2012 wurde er in das Rising Star Game eingeladen. Sein zweites Jahr verlief ähnlich dem ersten und er erzielte 9,4 Punkte, 5,8 Rebounds und 2,8 Assists. Nachdem der nominelle Shooting Guard Andre Iguodala die 76ers im Sommer 2012 verlassen hatte, wurde Spielzeit für Turner frei. Er startete in allen 82 von 82 Spielen und erzielte mit 13,3 Punkte, 6,3 Rebounds und 4,3 Assists Karrierebestwerte.
Am 20. Februar 2014 wurde Turner gemeinsam mit Lavoy Allen für Danny Granger zu den Indiana Pacers transferiert. Nach einer durchwachsenen Saison in Indiana wurde sein Vertrag nicht verlängert. Daraufhin schloss er sich den Boston Celtics an. In seiner ersten Saison bei den Celtics (2014/15) startete Turner in 57 der 82 Spiele und erreichte 9,5 Punkte, 5,1 Rebounds und 5,5 Assists im Schnitt. Er verzeichnete 3 Triple-Doubles, das drittbeste Ergebnis in der Liga. Nach einer weiteren guten Saison bei den Celtics, unterschrieb Turner im Sommer einen 75 Millionen dotierten Vierjahresvertrag bei den Portland Trail Blazers.

### Karriereende und Arbeit als Coach
Nach der NBA-Saison 2019/20 beendete Turner seine Karriere als Spieler und fing bei den Boston Celtics als Assistant Coach einen Job an.

## Statistiken

### Regular Season
| Saison  | Team                 | GP  | GS  | MPG  | FG % | 3P % | FT % | RPG | APG | SPG | BPG | PPG  |
| ------- | -------------------- | --- | --- | ---- | ---- | ---- | ---- | --- | --- | --- | --- | ---- |
| 2010–11 | Philadelphia         | 78  | 14  | 23.0 | .425 | .318 | .808 | 3.9 | 2.0 | 0.6 | 0.2 | 7.2  |
| 2011–12 | Philadelphia         | 65  | 20  | 26.4 | .446 | .224 | .676 | 5.8 | 2.8 | 0.6 | 0.3 | 9.4  |
| 2012–13 | Philadelphia         | 82  | 82  | 35.3 | .419 | .365 | .740 | 6.3 | 4.3 | 0.9 | 0.2 | 13.3 |
| 2013–14 | Philadelphia/Indiana | 81  | 56  | 30.3 | .425 | .321 | .813 | 5.0 | 3.2 | 0.8 | 0.1 | 14.0 |
| 2014–15 | Boston               | 82  | 57  | 27.6 | .429 | .277 | .752 | 5.1 | 5.5 | 1.0 | 0.2 | 9.5  |
| 2015–16 | Boston               | 81  | 12  | 28.0 | .456 | .241 | .827 | 4.9 | 4.4 | 1.0 | 0.3 | 10.5 |
| 2016–17 | Portland             | 65  | 12  | 25.5 | .426 | .263 | .825 | 3.8 | 3.2 | 0.8 | 0.4 | 9.0  |
| Gesamt  |                      | 534 | 253 | 28.2 | .431 | .298 | .777 | 5.0 | 3.7 | 0.8 | 0.2 | 10.5 |

### Postseason
| Saison  | Team         | GP | GS | MPG  | FG % | 3P % | FT %  | RPG | APG | SPG | BPG | PPG  |
| ------- | ------------ | -- | -- | ---- | ---- | ---- | ----- | --- | --- | --- | --- | ---- |
| 2010–11 | Philadelphia | 5  | 0  | 19.4 | .447 | .800 | 1.000 | 4.6 | 0.8 | 0.6 | 0.2 | 8.0  |
| 2011–12 | Philadelphia | 13 | 12 | 34.5 | .364 | .000 | .688  | 7.5 | 2.5 | 0.9 | 0.5 | 11.2 |
| 2013–14 | Indiana      | 12 | 0  | 12.4 | .429 | .571 | 1.000 | 2.2 | 1.6 | 0.3 | 0.0 | 3.3  |
| 2014–15 | Boston       | 4  | 4  | 29.5 | .364 | .500 | .889  | 7.3 | 4.8 | 0.8 | 0.0 | 10.5 |
| 2015–16 | Boston       | 6  | 4  | 35.7 | .365 | .214 | .778  | 5.7 | 4.5 | 1.3 | 1.0 | 13.2 |
| 2016–17 | Portland     | 4  | 4  | 31.0 | .364 | .333 | .778  | 5.8 | 3.8 | 1.8 | 0.5 | 10.3 |
| Gesamt  |              | 44 | 24 | 26.2 | .378 | .353 | .756  | 5.3 | 2.6 | 0.8 | 0.3 | 8.8  |